# Seznam preimenovanih ulic zaradi ruske invazije v Ukrajino
To je seznam ulic, preimenovanih zaradi ruske invazije v Ukrajino leta 2022. Po invaziji je svetovalna skupina One Philosophy skupaj z ukrajinskim ministrstvom za zunanje zadeve začela kampanjo »Ukrajinska ulica«, ki poziva države, naj spremenijo imena ulic ob ruskih veleposlaništvih ali konzulatih v »Ukrajinska ulica«. Ukrajinski zunanji minister Dmitro Kuleba je kampanjo označil za del prizadevanj za »izolacijo Rusije in deputinizacijo sveta«.

## Zgodovina
Malta je zahtevo za preimenovanje ulic zavrnila. Tiskovni predstavnik lokalnega sveta mesta San Ġwann na Malti, kjer se nahaja rusko veleposlaništvo, je zavrnil poskuse preimenovanja, saj bi prebivalce ulice prisililo, da spremenijo svoje naslove.
Odbor za poimenovanje občine Stockholm je prav tako nasprotoval pozivom k preimenovanju ulice pred ruskim veleposlaništvom v »Zelensky-gatan« (Ulica Zelenskega). Predsednik odbora Olle Zetterberg je izpostavil prakso, da stockholmske ulice običajno niso poimenovane po še živeči osebi in da ni »dobrega razloga« za preimenovanje.
Nizozemska je dejala, da bi preimenovanje ulic povzročilo preveč nemirja in zadržkov, prav tako bi jih preimenovanja stala preveč. V Zaandamu so lokalni prebivalci z nalepkami preimenovali nekatere ulice, vendar so bile te nalepke kasneje odstranjene. Isto se je zgodilo v neki ulici v Pragi na Češkem.
V znak zahvale podpore Ukrajini so bile po državah podpornicah preimenovane tudi nekatere ulice v Ukrajini.

## Seznam
| Država    | Mesto                 | Lokacija                                        | Novo ime                                                  | Datum                 | Stanje     | Podrobnosti | Sklici        |
| --------- | --------------------- | ----------------------------------------------- | --------------------------------------------------------- | --------------------- | ---------- | --- | ------------- |
| Albanija  | Tirana                | Rruga Donika Kastrioti (Ulica Donike Kastrioti) | Rruga Ukraina e Lirë (Prosta ukrajinska ulica)            | 7. marec 2022         | Uradno     | Na ulici stojijo rusko, ukrajinsko, srbsko in kosovsko veleposlaništvo | [ 7 ] [ 8 ]   |
| Norveška  | Oslo                  | Križišče Drammensveien                          | Ukrainas plass (Ukrajinski trg)                           | 8. marec 2022         | Uradno     | Na ulici stoji rusko veleposlaništvo | [ 9 ]         |
| Litva     | Vilnius               | Območje Latvių gatvė                            | Ukrajinci Didvyrių gatvė (Ulica ukrajinskih herojev)      | 10. marec 2022        | Uradno     | Na ulici stoji rusko veleposlaništvo | [ 10 ] [ 11 ] |
| Latvija   | Riga                  | Del ul. Antonijas iela (Ulica Antonijas)        | Ukrainas neatkarības iela (Ulica ukrajinske neodvisnosti) | 10. marec 2022        | Uradno     | Na ulici stoji rusko veleposlaništvo | [ 12 ] [ 11 ] |
| Kanada    | Toronto               | Odsek avenije St. Clair                         | Trg svobodne Ukrajine                                     | 20. marec 2022        | Častni     | Na ulici stoji ruski konzulat | [ 13 ]        |
| Češka     | Praga                 | Del ul. Korunovačni (kronanje)                  | Ukrajinských hrdinů (Ukrajinski heroji)                   | 24. marec 2022        | Uradno     | Na ulici stoji rusko veleposlaništvo | [ 14 ]        |
| Češka     | Praga                 | Most med Prago 6 in Prago 7                     | Most Vitalije Skakuna (Most Vitaliia Skakuna)             | 24. marec 2022        | Uradno     | | [ 14 ]        |
| Španija   | Fuentes de Andaluzija | Različno                                        | Različno                                                  | 10. aprila 2022       | Začasno    | Za dva tedna se mesto preimenuje v Ukrajino. Šestnajst ulic in trgov je preimenovanih po ukrajinskih mestih, vključno s Kijevom, Mariúpolom, Jarkovom, Jersonom in Odeso, skupaj z drugimi konfliktnimi območji                             | [ 15 ] [ 16 ] |
| Islandija | Reykjavík             | na vogalu Garðastræti in Túngata                | Kænugarður/Kijevski trg                                   | 27. april 2022        | Uradno     | Trg se nahaja na vogalu Garðastræti in Túngata med veleposlaništvi, mdr. tudi ruskim. | [ 17 ]        |
| Ukrajina  | Fontanka              | Majakovska ulica                                | Ulica Borisa Johnsona                                     | Še ni bilo aplicirano | Načrtovano | Poimenovana v čast Borisu Johnsonu, predsedniku vlade Združenega Kraljestva in njegove pomoči Ukrajini med rusko invazijo. | [ 6 ] [ 18 ]  |
| Švedska   | Stockholm             | zraven ruske ambasade                           | Trg Svobodne Ukrajine                                     | 29. april 2022        | Uradno     | | [ 19 ]        |
| Poljska   | Krakov                | trg pred generalnim ruskim konzulatom           | Trg Svobodne Ukrajine                                     | 13. april 2022        | Uradno     | | [ 20 ]        |
| Poljska   | Poznan                | zraven mostu svetega Roka                       | Trg braniteljev Ukrajine 2022                             | 5. april 2022         | Uradno     | Preimenovana v znak solidarnosti z Ukrajino in spoštovanjem do njenih prebivalk, ki trpijo zaradi neupravičene ruske agresije; ki z invazijo krši vse normative mednarodnega prava ter pri tem pobiva civiliste, z ženskami in otroci vred. | [ 21 ]        |
| Poljska   | Gdansk                | okrožje Wrzeszcz                                | Trg herojskega Mariupola                                  | 28. april 2022        | Uradno     | Območje v okrožju Wrzeszcz ni daleč od ruskega generalnega konzulata | [ 22 ]        |
| Poljska   | Gdynia                | center mesta                                    | Trg Svobodne Ukrajine                                     | 28. april 2022        | Uradno     | | [ 20 ]        |